# Белый, Леонид Васильевич
Леони́д Васи́льевич Бе́лый (1878 — не ранее 1918) — русский офицер-артиллерист, полковник  (1915), участник обороны Порт-Артура (1904), участник Первой мировой и Гражданской войн.

## Биография
Родом из кубанских казаков, дворянин, православного вероисповедания. Сын генерала Белого, начальника артиллерии Порт-Артура при его обороне в 1904 году.
Имел троих братьев, офицеров Русской императорской армии: Ивана (1875—1905), Вячеслава (1884—1970), Олега (1890—1919), и двух сестёр.
В военную службу вступил в 1896 году в Санкт-Петербурге, после окончания Оренбургского Неплюевского кадетского корпуса, юнкером Михайловского артиллерийского училища. В 1899 году, по окончании трёхлетнего курса училища, произведен в подпоручики и выпущен в 13-ю артиллерийскую бригаду (г. Севастополь); делопроизводитель 2-й батареи.
В сентябре 1900 года переведен на службу в Восточно-Сибирский стрелковый артиллерийский дивизион (Порт-Артур), служил в 3-й батарее.
В 1901 году — участник Китайской кампании. В августе 1901 года, за выслугу лет, произведен в поручики.
В 1904 году, во время русско-японской войны, — участник обороны Порт-Артура. 11.04.1904 назначен командиром 4-х орудийной скорострельной батареи на Панлуншане. 29.04.1904 назначен исполняющим должность старшего адъютанта Управления начальника артиллерии 3-го Сибирского армейского корпуса, с оставлением командиром батареи на Панлуншане. 01.05.1904 переведен из расформированного Восточно-Сибирского стрелкового артиллерийского дивизиона в сформированный в Порт-Артуре 7-й Восточно-Сибирский стрелковый артиллерийский дивизион, назначен в 3-ю батарею. 25.05.1904 — утверждён в должности старшего адъютанта Управления начальника артиллерии, с оставлением в 3-й батарее дивизиона. 17.07.1904 — командирован в распоряжение начальника Западного фронта сухопутной обороны крепости, состоял ординарцем у начальника фронта. С 06.09.1904 поручик Белый — начальник артиллерии форта № 5, с 13.10.1904 и до конца осады — комендант форта № 5.
В 1905 году, после сдачи Порт-Артура, 11 месяцев, как и его отец, генерал Белый, находился в плену в Японии (время пребывания в плену было засчитано за действительную службу). Вернувшись из плена во Владивосток, в январе 1906 года, за выслугу лет, был произведен в штабс-капитаны
В августе 1906 года, в связи с переформированием 7-го Восточно-Сибирского стрелкового артиллерийского дивизиона в 7-ю Восточно-Сибирскую стрелковую артиллерийскую бригаду, был переведен в эту бригаду. В декабре того же года переведен в 3-ю Восточно-Сибирскую стрелковую артиллерийскую бригаду (кр. Владивосток). С февраля 1907 года — 2-й старший офицер 6-й батареи, с июня 1908 — заведывающий бригадным хозяйством, в 1909 году — заведывающий школой подпрапорщиков. В июне 1909 года, за выслугу лет, произведен в капитаны. В 1910 году — 1-й старший офицер 5-й батареи.
С июня по сентябрь 1912 года находился в командировке по изучению новой материальной части при Главном артиллерийском управлении (С.-Петербург). В ноябре 1912 года, за отличия по службе, произведен в подполковники.
В январе 1913 года — назначен командиром 1-й батареи 4-го Сибирского мортирного артиллерийского дивизиона (кр. Владивосток).
Участник Первой мировой войны. В начале октября 1914 года, совместно с дивизионом, выступил на театр военных действий и в конце октября прибыл в Польшу. В декабре 1914 года в сражении на реке Бзуре командовал своим дивизионом, входившим в состав 4-го Сибирского армейского корпуса. В апреле 1915 года, за отличия в делах против неприятеля…, был произведен в полковники.
С 15 января 1916 года — прикомандирован к 10-й Сибирской стрелковой артиллерийской бригаде для исполнения обязанностей командира 1-го дивизиона; 10 февраля 1916 года — назначен командиром этого дивизиона и переведен в эту же бригаду.
В 1916 году, находясь в действующей армии, периодически командовал своей 10-й Сибирской стрелковой артиллерийской бригадой. В ноябре–декабре 1916 года, на Румынском фронте, командовал группой артиллерии, состоящей из 9-11 батарей. В январе–феврале 1917 года командовал сводной артиллерийской бригадой.
9 апреля 1917 года командир 1-го дивизиона 10-й Сибирской стрелковой артиллерийской бригады полковник Белый был освобождён от занимаемой должности и назначен командиром 2-го Сибирского отдельного полевого тяжёлого артиллерийского дивизиона.
После Октябрьской революции 1917 года, в 1918 году, полковник Белый служил в армии Украинской державы: с 07.09.1918 — командир 4-го артиллерийского полка 2-й бригады армейской артиллерии, с 30.09.1918 — помощник командира 1-й артиллерийской бригады.
Дальнейшая судьба не известна.

## Награды
- Серебряная медаль «За поход в Китай» (1901)
- Орден Святого Станислава 3-й степени (ВП от 15.07.1903)
- Орден Святой Анны 3-й степени с мечами и бантом (27.06.1904; утв. ВП от 11.09.1905, стр. 8)
- Орден Святой Анны 4-й степени с надписью «За храбрость» (24.10.1904; утв. ВП от 11.09.1905, стр. 10)
- Орден Святого Станислава 2-й степени с мечами (утв. ВП от 11.09.1905, стр. 18)
- Орден Святой Анны 2-й степени с мечами (ВП от 23.10.1905)
- Серебряная медаль «В память русско-японской войны» (1906)
- Золотое оружие с надписью «За храбрость» (ВП от 18.03.1907), — «за боевые отличия»
- Орден Святого Георгия 4-й степени (ВП от 05.06.1912), — …за выдающееся мужество, храбрость и самоотвержение, выказанные им при отбитии штурмов на Высокую гору с 6-го по 10-е октября 1904 года, в Порт-Артуре, причём он действием своей артиллерии замедлял осадные работы по овладению горой и тем способствовал 9-го сентября переходу наших войск в контратаку, которая увенчалась полным успехом.
- Светло-бронзовая медаль «В память 300-летия царствования дома Романовых» (1913)
- Офицерский крест «За Порт-Артур» (1914)
- Орден Святого Владимира 4-й степени с мечами и бантом (ВП от 20.05.1915)
- Высочайшее благоволение «за отличия в делах...» (ВП от 24.06.1916)
- Орден Святого Владимира 3-й степени с мечами (ВП от 06.09.1916)